# Espírito Errante
Espirito Errante é o segundo livro da serie "Crônicas das Trevas Antigas" escrito porMichelle Paver, O livro é publicado no Brasil pela Editora Rocco.

## Historia
Em espírito errante, Torak precisa vencer os Devoradores de Almas e encontrar a cura para uma terrível doença que abate os clãs durante o verão, ou quando a "Lua de Não Escuro fica cheia no alto". Vivendo há algum tempo no Clã do Corvo, Torak sente muita falta de Lobo, que não encontra há seis luas, mas, corajoso, sabe que não pode desistir de lutar. Sua busca o conduz através do mar até às misteriosas ilhas do Clã da Foca. Ali, ele enfrenta uma ameaça invisível e descobre uma traição que mudará sua vida para sempre.
A saga de Torak é narrada em meio a uma minuciosa recriação da vida em clãs pré-históricos e a luta diária dos homens pela sobrevivência, resultado de muita pesquisa por parte da autora. A obra resgata valores como o respeito do homem pelas forças da natureza e sua interação com cada ser vivo da floresta. espírito errante é um livro sobre amizade, sobrevivência e coragem que promete cativar ainda mais os leitores da fascinante aventura pré-histórica iniciada com Irmão lobo.